# Albert Ehrensvärd
Albert Ehrensvärd, né le 9 mai 1867 à Göteborg (Suède) et mort le 6 mars 1940 à  Lund (Suède), est un diplomate et homme politique suédois.
Il a été l'envoyé de la Suède à Washington D.C. entre 1910 et 1911. Il est devenu ministre des affaires étrangères de la Suède dans le deuxième cabinet du leader libéral et premier ministre Karl Staaff. En tant que ministre des affaires étrangères de la Suède, il instaure des réformes dans le service des affaires étrangères suédois et s'efforce d'apaiser les relations tendues avec la Russie tsariste.

## Biographie
Ehrensvärd a étudié à l'université de Lund, où il a obtenu en 1887 une licence en philosophie, en 1891 une licence en droit et en 1895 un doctorat en droit, ce dernier avec une thèse sur l'effet des jugements pénaux étrangers en droit pénal, une licence en droit en 1895 et un doctorat en droit la même année. Après avoir été juge en chef adjoint à partir de 1894, amanuensis au ministère des affaires civiles à partir de 1895, attaché au ministère des affaires étrangères à partir de 1896, officier fiscal suppléant à partir de 1898 et assesseur à la cour d'appel de Svea à partir de 1903, une carrière dans la fonction publique commence. Ehrensvärd a été chef de la dépêche au ministère civil de 1905 à 1906 et secrétaire de cabinet au ministère des affaires étrangères de 1906 à 1908, ainsi qu'envoyé à Bruxelles, La Haye et Washington de 1908 à 1911. En raison de ses fortes convictions libérales, il est recruté par Karl Staaff pour la politique du parti et, le 7 octobre 1911, il prend ses fonctions de ministre des affaires étrangères dans le gouvernement Staaff II.

### Ministre des affaires étrangères
En tant que ministre des affaires étrangères, il a procédé à certaines réformes administratives, comme celle qui a fait des chefs de mission les chefs des services consulaires dans leur pays d'affectation. Et ce, sans qu'ils puissent être appelés Consuls généraux en même temps. Au lieu de cela, ils pourraient être nommés dans les grandes villes. Les conseils consulaires sont supprimés, les secrétaires de légation sont mis à disposition dans les missions où ils sont nécessaires et les salaires des fonctionnaires des missions et des consulats sont améliorés. Dans le même temps, un certain nombre de nouveaux consulats ont été établis à l'étranger et en Europe, ce qui rapproche la Suède de l'Europe à cet égard. Dans le même temps, la coopération entre les missions et les consulats a été encouragée. En politique étrangère, il fait l'éloge de la volonté de la Suède de rester neutre devant le Riksdag. L'un des événements les plus importants de la politique étrangère suédoise durant le mandat d'Ehrensvärd au ministère des affaires étrangères fut la rencontre entre les monarques suédois et russe et leurs ministres des affaires étrangères dans l'archipel finlandais en juillet 1912. Ehrensvärd attachait une grande importance à la coopération nordique. Grâce à cette politique, il réussit à faire adopter les règles de neutralité nordique de 1912, ainsi qu'à inclure la Norvège dans les négociations sur la neutralité nordique. Il s'oppose toutefois à l'idée d'une déclaration de neutralité permanente de la Suède, au motif que la Norvège ne pourrait alors bénéficier d'un coup de pouce. Sur la question de la défense, il critique Karl Staaff et menace de démissionner du ministère des affaires étrangères en décembre 1913. Cependant, il a déclaré qu'il n'était pas attiré par la construction du bateau de défense. Après le discours de 1914, le gouvernement de Hammarskjöld entre en fonction, et Ehrensvärd quitte donc le gouvernement.
Albert Ehrensvärd est mis en congé et devient en 1915 diplomate à Berne en tant qu'envoyé en Suisse. Après la Première Guerre mondiale, il est muté à Paris, où il est placé sous la responsabilité du jeune diplomate Gunnar Hägglöf, qui dresse un portrait vivant de son patron dans l'Europe de la Réunion. Ehrensvärd est membre des groupes d'experts qui prennent position sur l'entrée de la Suède dans la Société des Nations en 1919 et sur la question des Åland et du Spetsberg en 1920-21. Il y reste jusqu'en 1934, et dès 1931, il est président du Comité français de la Fondation cartésienne.
Après s'être retiré de la vie politique, il se consacre à l'étude de la littérature française et collabore à la presse quotidienne en tant que commentateur politique. Il a été nommé docteur honoris causa à l'université d'Uppsala, à l'université de Strasbourg et à l'université de Poitiers.
Parmi les écrits d'Ehrenswald, citons Om verkan av utländsk straffdom i straffrätsligt hänseende (1895), Ur fransk diktning (1921), Fransk medeltid och renässans (1922), Jean de la Fontaine (1924) et Från det 17:e och 18:e århundradets Frankrike (1926).

## Distinctions
- Commandeur de la Légion d'honneur (1909).
- Grand officier de l'ordre de Léopold
- Commandeur grand-croix de l'ordre royal de l'Étoile polaire
- Grand-croix de l'ordre de Dannebrog
- Grand-croix de l'ordre des Saints-Maurice-et-Lazare